# Maelgwn Fychan
Maelgwn Fychan († 1257), auch Maelgwn Ieuanc genannt, eigentlich Maelgwn ap Maelgwn, war ein walisischer Lord aus der Dinefwr-Dynastie. 
Er war ein Sohn von Maelgwn ap Rhys, dessen Besitzungen von Is Aeron, einer Teilherrschaft des ehemaligen Fürstentums Deheubarth im Norden von Ceredigion, er nach dessen Tod 1230 erbte. 1231 eroberte er im Auftrag von Llywelyn ab Iorwerth von Gwynedd und mit Unterstützung durch seinen Onkel Rhys Gryg Cardigan Castle. Um 1233 vollendete er Trefilan Castle in Ceredigion. Ende 1233 nahm er während der Rebellion von Richard Marshal, 3. Earl of Pembroke gegen den englischen König Heinrich III. an der Belagerung von Carmarthen Castle teil, die schließlich im März 1234 durch die Ankunft einer Entsatzarmee scheiterte. Maelgwn Fychan blieb weiter ein Verbündeter der Marshals, er heiratete eine illegitime Tochter von Gilbert Marshal und wurde zum Vasallen von Gilbert. Auf Druck des Königs zerbrach dieses Bündnis jedoch wieder, und Maelgwn Fychan wurde kurzzeitig zum Gefangenen Marshals, der ihn in Cilgerran Castle inhaftierte. 
Nach dem Tod von Llywelyn ab Iorwerth 1240 verlor er Cardigan an Walter Marshal. Verbündet mit seinen Schwägern, den walisischen Lords von Meirionydd und Cedewain, schloss er sich schließlich 1244 der antienglischen Koalition unter Dafydd ap Llywelyn an. Nach dem Tod von Dafydd ap Llywelyn wurde er jedoch 1246 von Nicholas de Moels, dem königlichen Constable von Carmarthen und Cardigan besiegt und aus seinen Besitzungen vertrieben. Nicholas de Moels wurde dabei von Maelgwns Verwandten Maredudd ap Owain von Südceredigion und von Maredudd ap Rhys von Dryslwyn unterstützt. Maelgwn Fychan flüchtete in das Bergland von Gwynedd und ergab sich Ende 1246 den Engländern. Er erhielt mit Geneu'r Glyn und Iscoed nur die nördlich des Ystwyth gelegenen Teile seiner Ländereien zurück, während das Commote Perfedd an Maredudd ap Owain und an Rhys ap Maredudd fiel. 
Maelgwn Fychan heiratete in erster Ehe Angharad, eine Tochter von Llywelyn ab Iorwerth. In zweiter Ehe heiratete er Isabel, eine Tochter von Gilbert Marshal. 
Er hatte mehrere Kinder, darunter:
1. Eleanor ⚭ Maredudd ap Owain
2. Rhys († 1255)
3. Gwenllian († 1254) ⚭ Llywelyn ap Maredudd ap Cynan ap Owain Gwynedd
4. Margaret († 1255) ⚭ Owain ap Maredudd

Da sein ältester Sohn Rhys bereits vor ihm gestorben war, erbte sein Enkel Rhys Fychan seine Besitzungen.